# Philoponella raffrayi
Espèce
Synonymes
- Uloborus raffrayi Simon, 1891
- Uloborus tristis Kulczyński, 1908

Philoponella raffrayi est une espèce d'araignées aranéomorphes de la famille des Uloboridae.

## Distribution
Cette espèce se rencontre à Singapour et en Indonésie à Java et aux Moluques.

## Description
Les femelles syntypes mesurent de 6 à 7 mm.

## Éthologie
C'est une espèce d'araignées sociables.

## Systématique et taxinomie
Cette espèce a été décrite sous le protonyme Uloborus raffrayi par Simon en 1891. Elle est placée dans le genre Philoponella par Lehtinen en 1967.
Uloborus tristis a été placée en synonymie par Lehtinen en 1967.

## Étymologie
Cette espèce est nommée en l'honneur d'Achille Raffray.

## Publication originale
- Simon, 1891 : « Observations biologiques sur les arachnides. I. Araignées sociables. Voyage de M. E. Simon au Venezuela (décembre 1887-avril 1888). 11e Mémoire. » Annales de la Société Entomologique de France, vol. 60, p. 5-14 (texte intégral).